# Jens Koppe
Jens Koppe (* 11. September 1962) ist ein ehemaliger deutscher Fußballspieler, der in den 1980er Jahren für den FC Hansa Rostock in der DDR-Oberliga spielte. Er ist außerdem mehrfacher DDR-Junioren-Nationalspieler.

## Sportliche Laufbahn
Mit 13 Jahren kam Koppe in die Jugendmannschaft des FC Hansa Rostock. Nachdem er in die Juniorenmannschaft aufgerückt war, wurde er 1980 in den Kader der DDR-Juniorennationalmannschaft aufgenommen, mit der er bis 1981 14 Juniorenländerspiele bestritt, in denen er einmal als Torschütze erfolgreich war. In der Saison 1979/80 hatte der 1,73 m große Koppe als Einwechselspieler seine ersten beiden Punktspiele für die Männermannschaft absolviert, die in dieser Spielzeit in der zweitklassigen DDR-Liga spielte.
Nachdem Hansa in die DDR-Oberliga aufgestiegen war, wurde Koppe für die Saison 1980/81 für die Nachwuchsoberliga gemeldet, mit der er 13 der 26 ausgetragenen Punktspiele als Stürmer bestritt und zwei Tore erzielte. Außerdem kam er als Einwechselspieler bereits bei vier Punktspielen in der DDR-Oberliga zum Einsatz. Zur Spielzeit 1981/82 wurde Koppe offiziell für die Oberligamannschaft nominiert. Tatsächlich spielte er zunächst wieder in der Nachwuchsoberliga, wo er bis zum Februar 1982 14 Spiele bestritt. Erst danach wurde er in der DDR-Oberliga eingesetzt, bestritt dann aber alle restlichen elf Punktspiele als Stürmer. 1982/83 war Koppe mit 16 Einsätzen (zwei Tore) wieder Stammspieler der Nachwuchsmannschaft, während er in der 1. Mannschaft nur viermal spielte. Den Durchbruch zum Stammspieler in der 1. Mannschaft schaffte Koppe in der Saison 1983/84, als er vom 7. bis zum 25. Spieltag durchgehend auf der linken Angriffsseite spielte und mit drei Toren erfolgreich war. Den Stammplatz verlor Koppe bereits wieder in der Saison 1984/85 an Volker Röhrich, während er selbst nur fünfmal zum Einsatz kam. Für den Rest der Spielzeit wurde er in der 2. Mannschaft in der drittklassigen Bezirksliga eingesetzt. Im November 1985 musste Koppe einen 18-monatigen Wehrdienst antreten, konnte aber bei der drittklassigen Armeesportgemeinschaft Vorwärts Fünfeichen weiter Fußball spielen, der er 1986 zum Meistertitel in der Bezirksliga verhalf.
Nach Beendigung seines Wehrdienstes wollte Koppe wieder zu Hansa Rostock zurückkehren, wurde auch zur Saison 1987/88 für 2. Mannschaft gemeldet, kam aber nicht zum Einsatz. Stattdessen bestritt er bis Ende 1987 sieben Punktspiele für den DDR-Ligisten Motor Babelsberg und in der Rückrunde drei Punktspiele für den Liga-Konkurrenten Post Neubrandenburg. Anschließend war Jens Koppe nicht mehr in den höherklassigen Ligen vertreten.